# Polské euromince

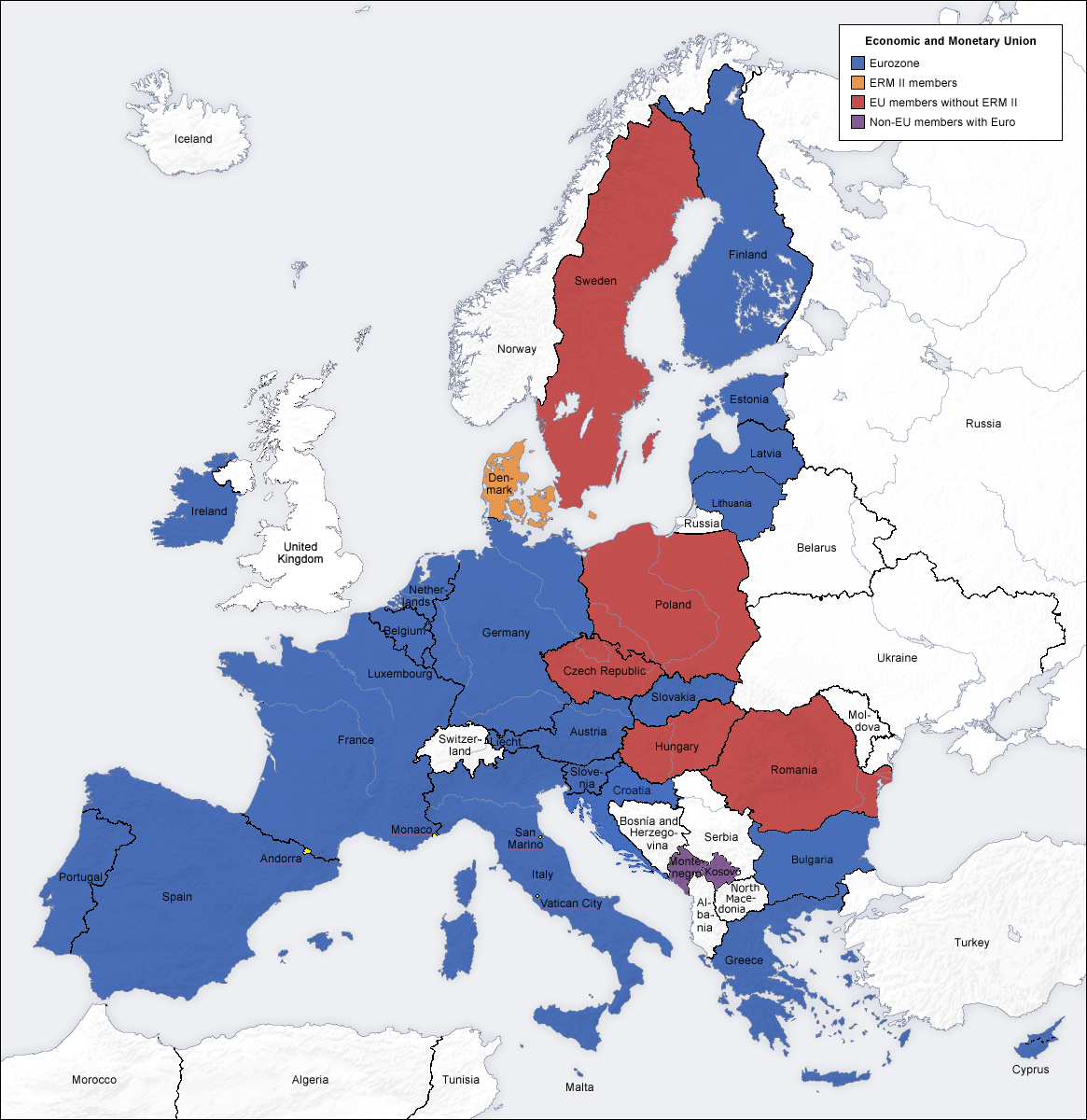
Evropské země používající euro jako svou měnu

O vzhledu polských euromincí ještě nebylo rozhodnuto, ale uvažuje se o uspořádání soutěže motivů (nejspíš se zapojením veřejnosti).
Polsko ještě nestanovilo datum přijetí eura, a proto si vysloužilo kritiku ze strany Evropské komise. Je členem Evropské unie od 1. května 2004 a také je členem Evropské měnové unie, ale ještě nevstoupilo do Eurozóny, a proto stále používá svou vlastní měnu - złoty.
Ve smlouvě o rozšíření Evropské unie se všichni vstupující státy zavazují ke spolupráci v Evropské měnové unii od chvíle, kdy se stanou členy Evropské unie, což znamená, že je Polsko povinno přijmout euro. V Polsku se už konalo referendum o přistoupení k Evropské unii 7.-8. června 2003.

## Zavedení eura
Stanovení pevného data vstupu země do Eurozóny a přijetí eura jako polského platidla se neustále odkládá. V únoru roku 2013 polský prezident Bronislaw Komorowski řekl, že jeho země učiní rozhodnutí ohledně přijetí eura až po volbách v roce 2015, později vydal prohlášení i ředitel polské Národní banky Marek Belka, podle něhož Polsko přijme euro nejdříve v roce 2017, a v listopadu 2014 prohlásil polský vicepremiér a ministr hospodářství Janusz Piechociński, že euro nezačne platit v Polsku před r. 2021.
V roce 2017 Polsko opět posunulo zavedení eura, tehdejší ministr financí Mateusz Morawiecki uvedl, že není odpůrcem zavedení jednotné evropské měny v Polsku, dodal však, že pro přijetí eura nyní není ta správná doba. "Počkejme pět až deset let," prohlásil. 
```
[
2
]
```